# Alexander Huber (wspinacz)
Alexander Huber (ur. 30 grudnia 1968 w Trostberg, Bawaria) – niemiecki wspinacz.
Jego starszy brat Thomas jest również wspinaczem i często partnerem wspinaczkowym Alexandra.

## Najważniejsze osiągnięcia wspinaczkowe[1]

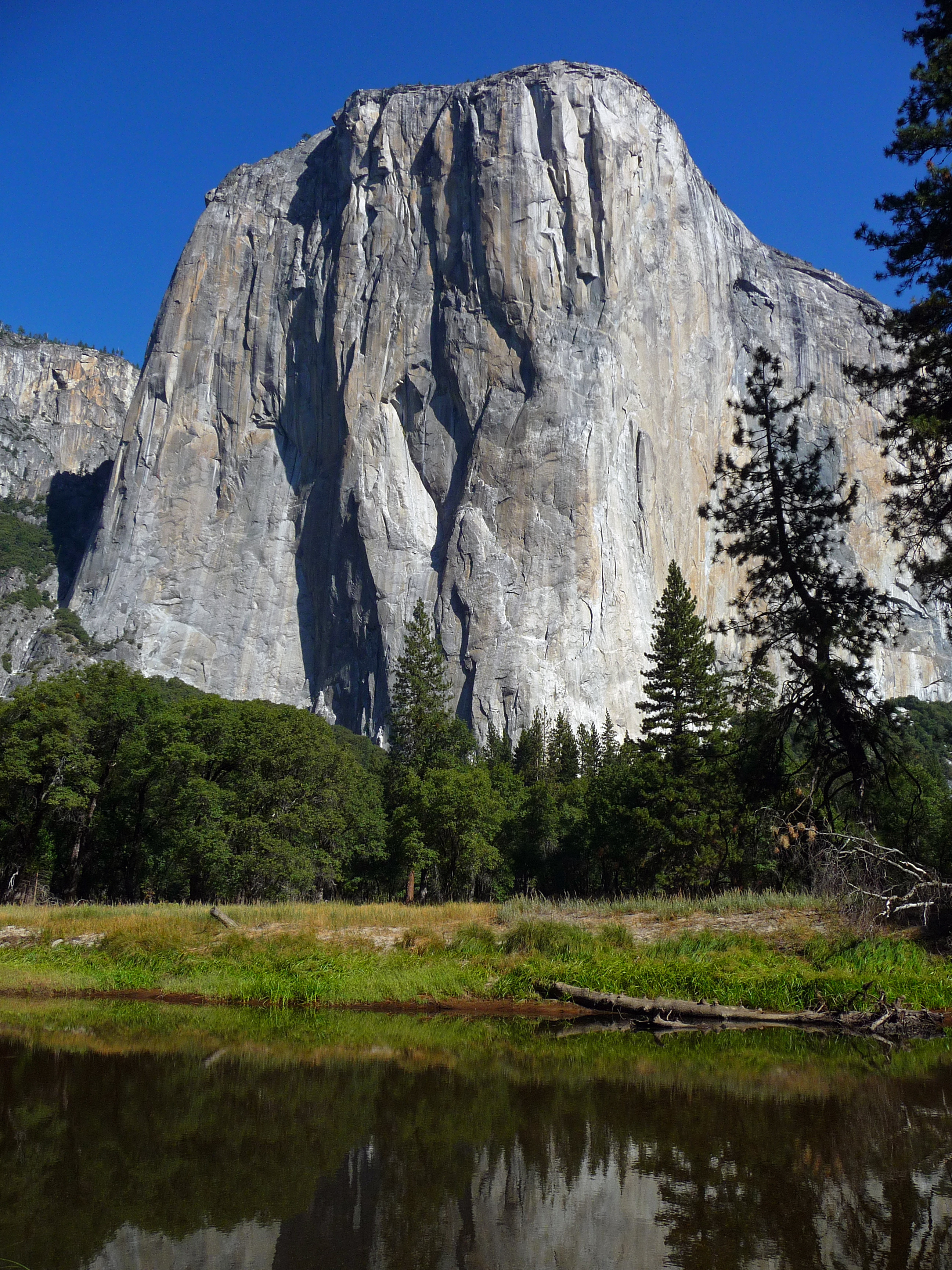
Formacja skalna El Capitan

- 1992 – pierwsze klasyczne przejście drogi Om (5.14d/9a), Triangel / Bawaria, Niemcy
- 1994 – pierwsze klasyczne przejście drogi Weisse Rose (5.14d/9a), Schleierwasserfall / Austria
- 1995 – pierwsze klasyczne przejście drogi Salathé Wall (5.13b/8a+) na El Capitan, Yosemite, USA
- 1996 – pierwsze klasyczne przejście drogi Open Air (5.15a/9a+), Schleierwasserfall / Austria. W tym czasie była to najtrudniejsza sportowej drogi wspinaczkowej na świecie, początkowo wycenionej na 9a, ale po drugim przejściu przez Adama Ondrę jej wycena została podniesiona do 9a+.
- 1997 – pierwsze przejście drogi Tsering Mosong (VII+,A3+) na Latok II (7108 m n.p.m.), Pakistan[2]
- 1998

– pierwsze klasyczne przejście dróg El Niño (5.13b) i Free Rider (5.12d) na El Capitan, Yosemite, USA
– wejście na Czo Oju (8201 m n.p.m.), Nepal
- 2000 – pierwsze przejście drogi Golden Gate (5.13a), El Capitan, Yosemite
- 2001

– pierwsze wejście na Baintha Brakk III (6800 m n.p.m.), drugie wejście na Baintha Brakk I (7285 m n.p.m.), Pakistan
– pierwsze klasyczne przejście drogi Bellavista, (5.14b/8c), Tre Cime di Lavaredo, Dolomity, Włochy
– pierwsze przejście drogi El Corazon (5.13b) na El Capitan, Yosemite
- 2002

– pierwsze solowe przejście bez asekuracji drogi Direttissima (500m, 5.12a) Tre Cime di Lavaredo, Dolomity, Włochy
– zdobycie szczytów Cerro Torre, Cerro Standhardt i Fitz Roy w Patagonii (Argentyna)
- 2003 – pierwsze klasyczne przejście drogi Zodiac (16L, 5.13d/X+/8b+) na El Capitan, Yosemite, USA
- 2004

– rekord czasu przejścia drogi Zodiac na El Capitan, Yosemite, USA (1:52h)
– pierwsze solowe przejście drogi Kommunist (5.14a/X+/8b+), Austria
- 2005 – pierwsze klasyczne przejście drogi Voie Petite (5.13d/8b) na Grand Capucin, masyw Mont Blanc
- 2006

– pierwsze klasyczne przejście drogi Golden Eagle (5.11/A1), Aguja Desmochada, Patagonia, Argentyna
– pierwsze solowe przejście bez asekuracji południowej ściany Dent du Géant (5.11a), masyw Mont Blanc
- 2007

– rekord czasu przejścia drogi The Nose na El Capitan, Yosemite, USA (2:45,45h)
– pierwsze klasyczne przejście drogi Pan Aroma (5.14b/8c), Cima Ovest, Dolomity, Włochy
– nagranie filmu Am Limit
- 2008

– pierwsze klasyczne przejście zachodniej ściany La Silla w Patagonii
– pierwsze klasyczne przejście dróg Sansara i Feuertaufe (obie 5.14a)
– zdobycie Torre Egger w Patagonii
– pierwsze solowe wejście bez asekuracji (free solo) na Grand Capucin (5.10), masyw Mont Blanc
- 2009 – pierwsze klasyczne przejście drogi Eternal Flame (UIAA X+/X-), Trango ("Nameless") Tower, Pakistan